# Jim Sheridan
Jim Sheridan (født 6. februar 1949) er en irsk filminstruktør og manuskriptforfatter, kendt for sine Oscarnominerede film Min venstre fod og I faderens navn. 

## Filmografi i udvalg
- Min venstre fod (1989)
- I faderens navn (1993)
- The Boxer (1997)
- In America (2003)